# غار هفت ترو
غار هفت ترو مربوط به دوران فرادیرینه‌سنگی است و در شهرستان استهبان، بخش مرکزی، ۱/۱ کیلومتری شرق شهر ایج، بر دامنه غذبی کوه یال خری واقع شده و این اثر در تاریخ ۱۸ شهریور ۱۳۸۷ با شمارهٔ ثبت ۲۳۴۲۲ به‌عنوان یکی از آثار ملی ایران به ثبت رسیده است.